# Polietilene espanso
Il polietilene espanso è il nome che acquista il polietilene quando viene trasformato attraverso un processo di espansione chimica o fisica.
Il polietilene espanso si caratterizza per la sua struttura cellulare, che lo rende particolarmente leggero e idoneo all'utilizzo nel settore dell'imballaggio e dell'isolamento termo-acustico.

## Espansione chimica
Il polietilene ottenuto durante il processo di espansione chimica è solitamente "a celle aperte", ovvero presenta una struttura spugnosa, porosa all'umidità, morbido al tatto.

## Espansione fisica
Il polietilene espanso prodotto per espansione fisica ha la proprietà di essere costituito da "microcelle chiuse", che lo rendono impermeabile all'acqua, resiliente, con una buona resistenza alla compressione inferiore al 5%, con una rigidità dinamica effettiva  media pari a 38 MN/m3. Queste proprietà fisiche lo rendono  adatto all'isolamento acustico in edilizia, per la realizzazione delle partizioni verticali ed orizzontali.
Il processo di espansione fisica si realizza grazie al processo tecnologico che avviene con un impianto di estrusione orizzontale, attraverso un processo di fusione e raffreddamento nel corpo macchina, in zone con diverse temperature e pressioni con un'escursione termica che va da 100 °C a 230 °C con una pressione da 80 a 150 bar. La massa plastica fusa viene fatta avanzare all'interno del corpo macchina e fatta filtrare fino all'iniezione del gas espandente; una testata conformata ne permette l'uscita e ne determina lo spessore, la densità e la forma.
La cellulazione del materiale avviene a causa della caduta di pressione che la massa incontra al momento del contatto con l'ambiente esterno. Il film, che al momento dell'espansione si presenta sotto forma di bolla di un diametro variabile in relazione al calibratore utilizzato, viene tagliato e viaggia ad una velocità relativa allo spessore del prodotto che si vuole ottenere. Steso in foglia piana, viene raccolto per mezzo di un avvolgitore automatico.
La densità del materiale oscilla da 17 kg/m3 a 150 kg/m3. Gli spessori ottenuti vanno da 0,5 mm fino a 25 mm e si presenta come un film avvolto in bobine di un diametro medio di 80 cm.
Il polietilene espanso di spessori maggiori si realizza attraverso l'accoppiatura a caldo di diversi strati di materiale e si presenta in lastre.
Il polietilene a cellule chiuse viene anche utilizzato nella produzione di imbottiture per calzari.
Esso è talvolta utilizzato per i telai dei robot autocostruiti, per la sua resistenza ed il suo basso peso.